# Morper Bachtal
Das Naturschutzgebiet Morper Bachtal liegt auf dem Gebiet der Stadt Erkrath im Kreis Mettmann in Nordrhein-Westfalen.
Das etwa 74 ha große Gebiet, das im Jahr 1984 unter der Schlüsselnummer ME-006 unter Naturschutz gestellt wurde, erstreckt sich nordwestlich der Kernstadt Erkrath nördlich der Landesstraße L 357. Nördlich grenzt das 108 ha große Düsseldorfer Naturschutzgebiet Rotthäuser Bachtal (D-004) an, das mit dem Morper Bachtal einen Biotop-Verbund im Natura 2000 Netz bildet. Südlich erstreckt sich das etwa 146 ha große Naturschutzgebiet Düsselaue bei Gödinghoven (Kennung ME-029).

## Beschreibung
Das Landesamt für Natur, Umwelt und Verbraucherschutz beschreibt das NSG Morper Bachtal wie folgt:

„Das Morper Bachtal stellt sich als vielgestaltig gegliederter Biotopkomplex dar. Der begradigte Rotthäuser Bach durchfließt im Norden ein ausgedehntes Schilf-Röhricht. Im weiteren Verlauf wird er zu zwei hintereinander geschalteten Teichen aufgestaut, wobei der höhergelegene eine ausgeprägte Flachwasserzone mit angrenzendem Weidengebüsch besitzt. Die Teiche sind im Osten von ausgedehnten Weiden umgeben.
Auf den südlich angrenzenden Grünlandflächen entlang des Baches hat sich eine typische Feuchtgrünlandkomplex mit Feuchtweiden, brachgefallenem Feuchtgrünland mit flächigen Hochstaudenfluren und Schilf-Röhricht entwickelt. Der Rotthäuser Bach wird hier von einer gut ausgebildeten linienförmigen Hochstaudenflur (FFH-Lebensraumtyp) begleitet.
Weiter bachabwärts befindet sich der Morper Bruch, ein ausgedehnter Erlenbruch mit offenen Wasserflächen und seltenen Arten wie Riesenschachtelhalm und Wasserfeder. In diesem verlaufen zahlreiche Entwässerungsgräben. [...]
Die Gewässer erfüllen eine wichtige Funktion als Amphibienlaichgewässer und stellen einen wertvollen Lebensraum für andere an offene Wasserflächen gebundene Organismen dar. Die reichhaltige Ausstattung im Auenbereich mit den geschützten Biotoptypen Röhricht, feuchten Hochstaudenfluren, Feuchtweiden, Seggenbestände und der Verzahnung dieses Teilbereiches mit den angrenzenden Wäldern bildet ein gut ausgeprägtes Bachtal, wie es typisch ist für Täler am Westrand des Bergischen Landes Für den landesweiten Biotopverbund hat das Gebiet als Bindeglied zwischen Lößlandschaft und Mittelgebirge Bedeutung innerhalb des Rheinterrassen-Korridors. Im regionalen Biotopverbund steht es in Wechselwirkung mit den Naturschutzgebieten der Düsselaue.“

## Bedeutung
Im Bereich des Naturschutzgebietes „Morper Bachtal“ kommen folgende FFH-Lebensräume vor:
- Hainsimsen-Buchenwald,
- Feuchte Hochstaudenfluren und
- Erlen-Eschen- und Weichholz-Auenwälder.

Das Gebiet hat darüber hinaus im Gebietsnetz
Natura 2000 Bedeutung für:
- Teichrohrsänger
- Eisvogel
- Schwarzspecht
- Wespenbussard

Das NSG Morper Bachtal ist gemeinsam mit dem Düsseldorfer Naturschutzgebiet Rotthäuser Bachtal (Kennung D-002) in das Natura 2000 Biotopnetz eingebunden worden. Die Gesamtfläche beträgt 182 ha.

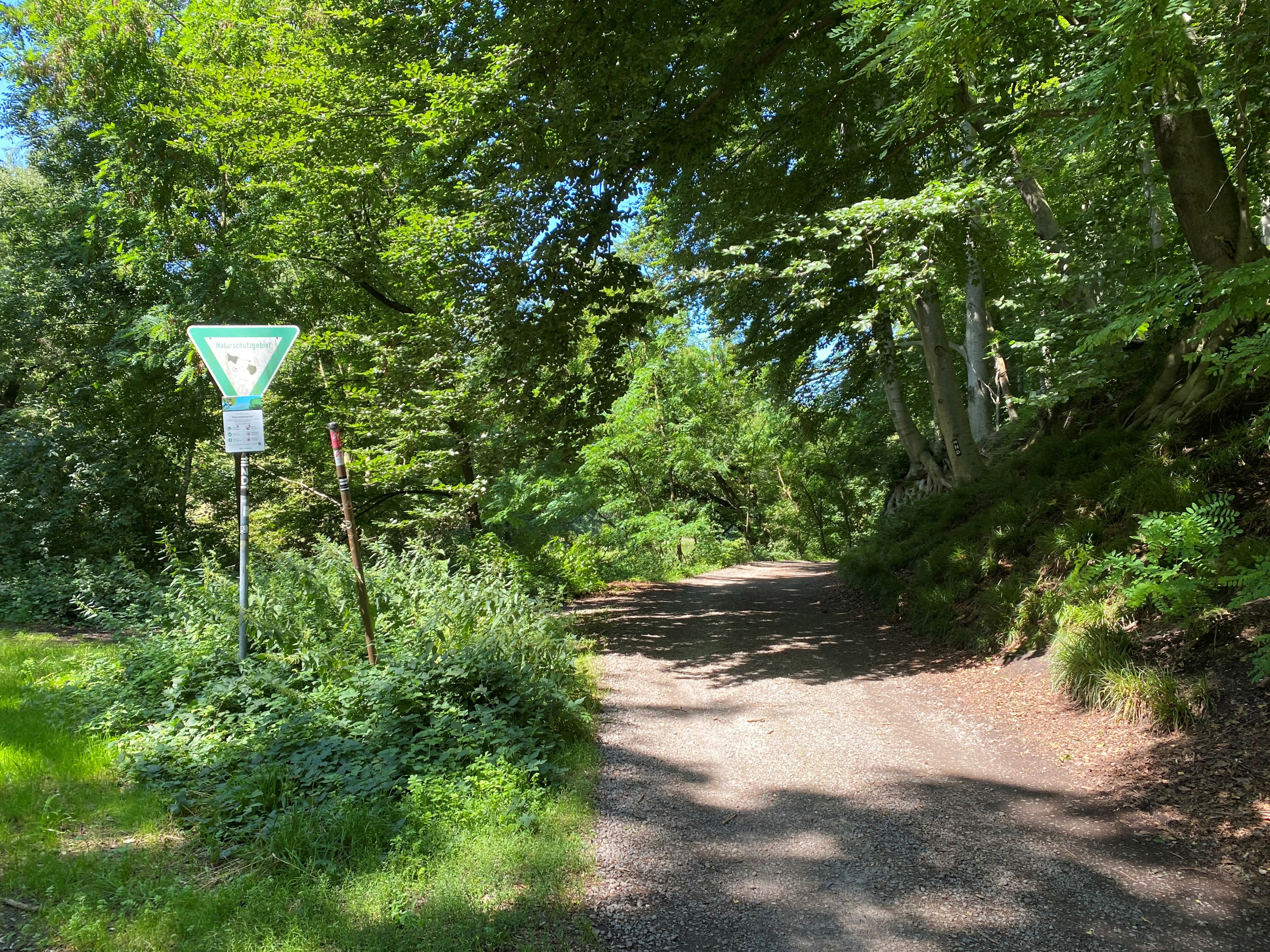
Südlicher Endpunkt des NSG Morper Bachtals
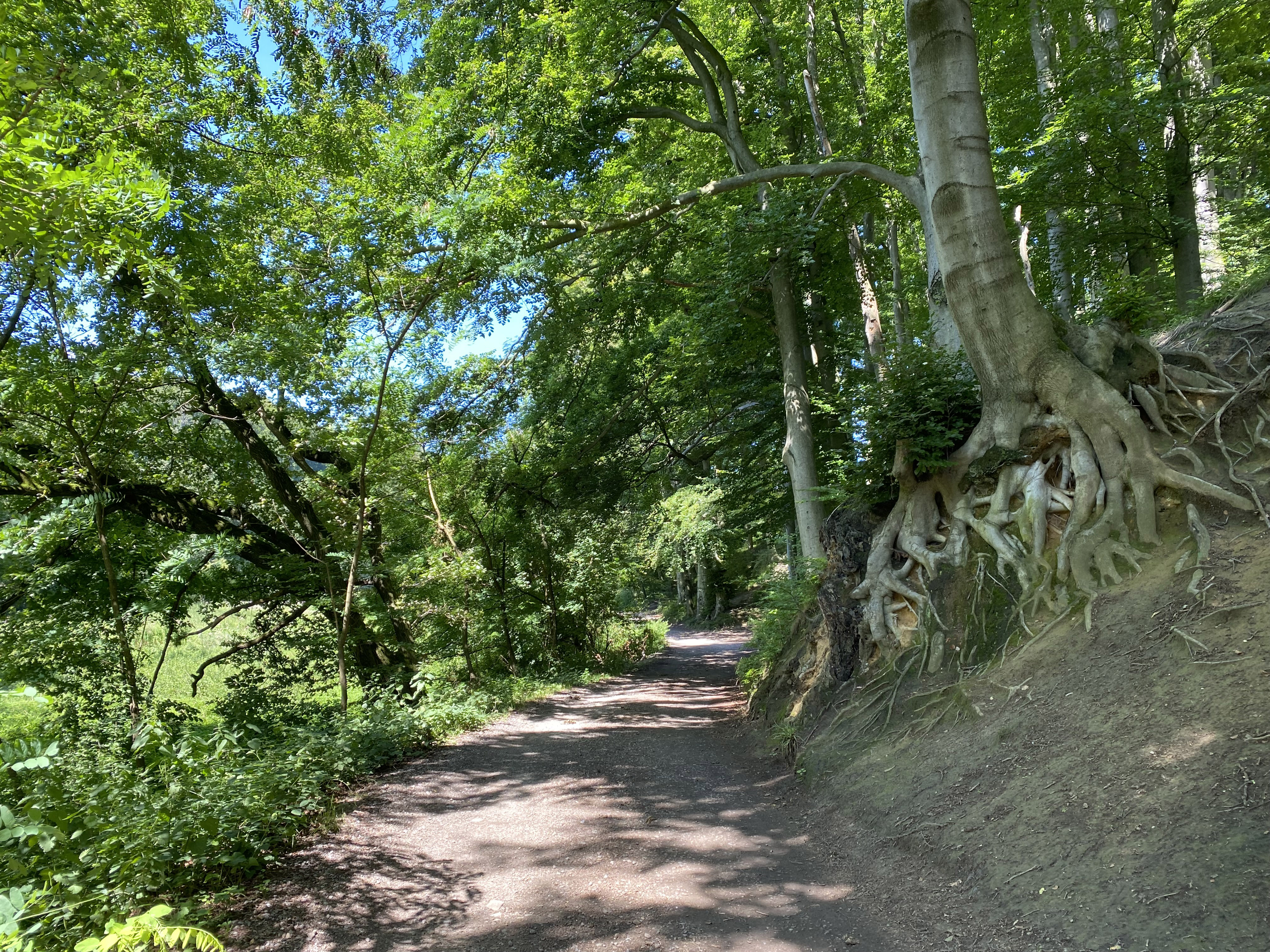
Buchenwurzelwerk am östl. Steilhang
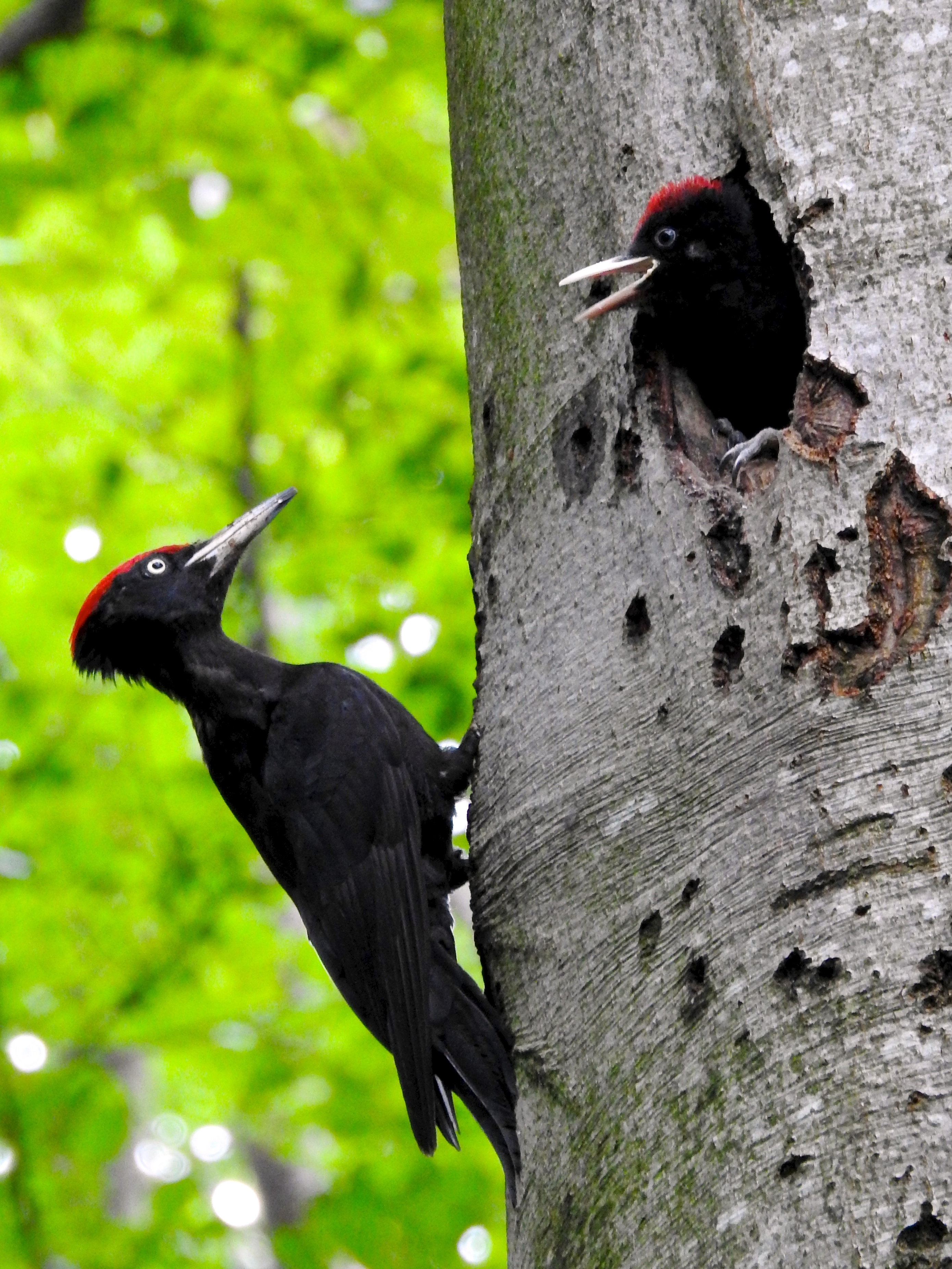
Schwarzspecht ♂ (Dryocopus martius)
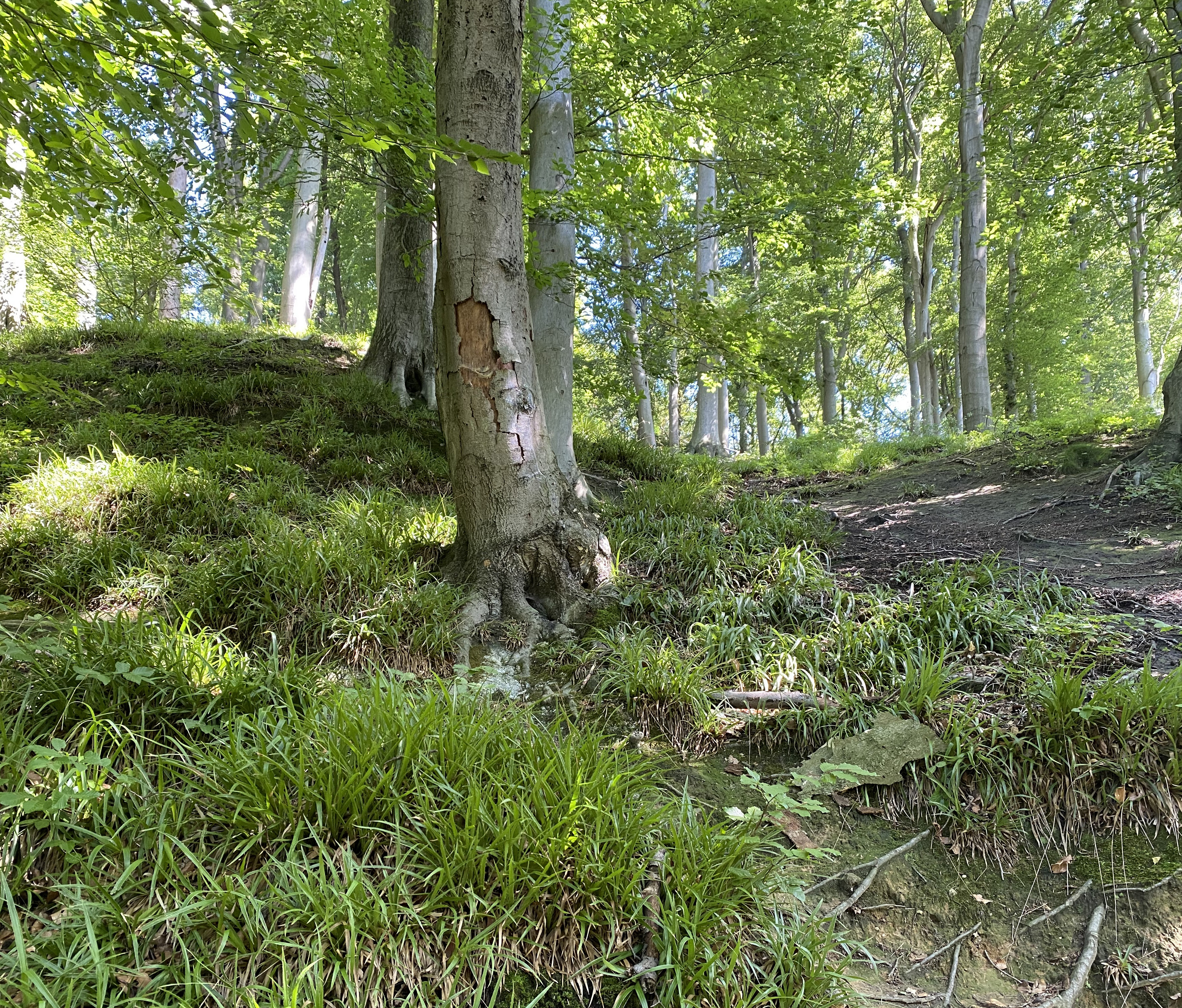
Hainsimsen-Buchenwald – seltener, besonders wertvoller Lebensraum
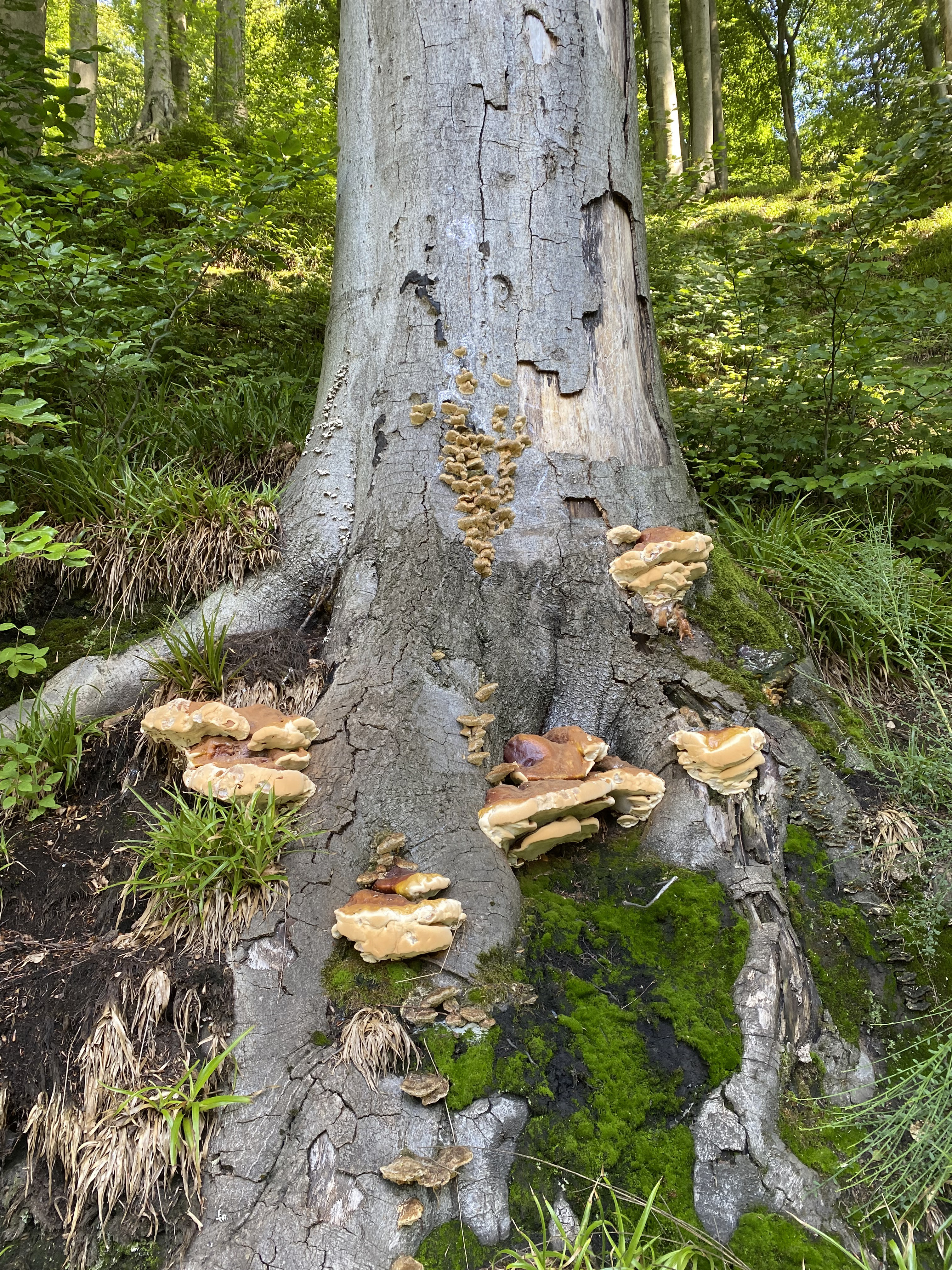
Totholz und Pilze erfüllen wichtige Funktion im NSG
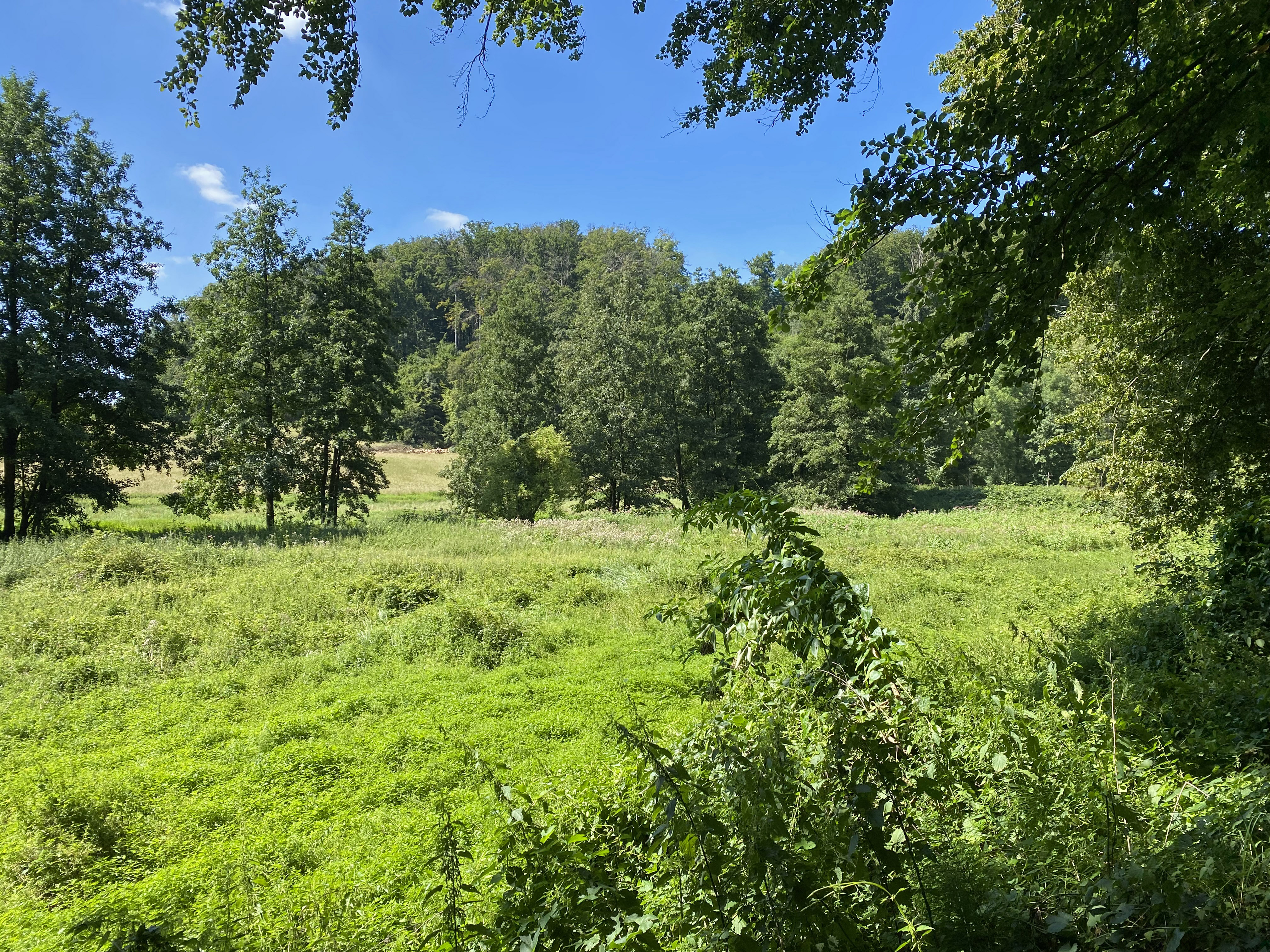
Auwiese mit Hochstaudenflur
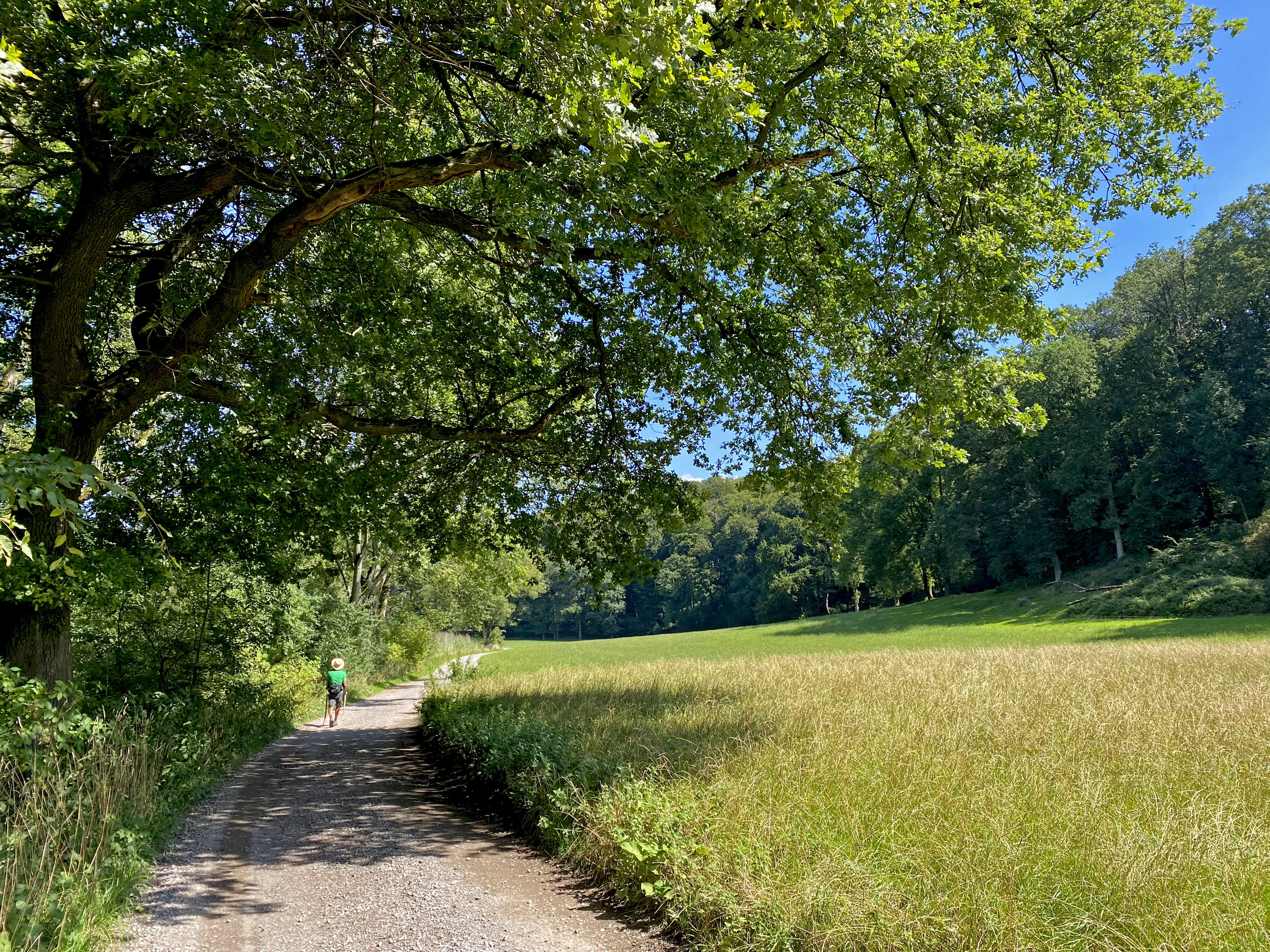
Wanderweg zwischen Auwald und Wiesen am östlichen Hang
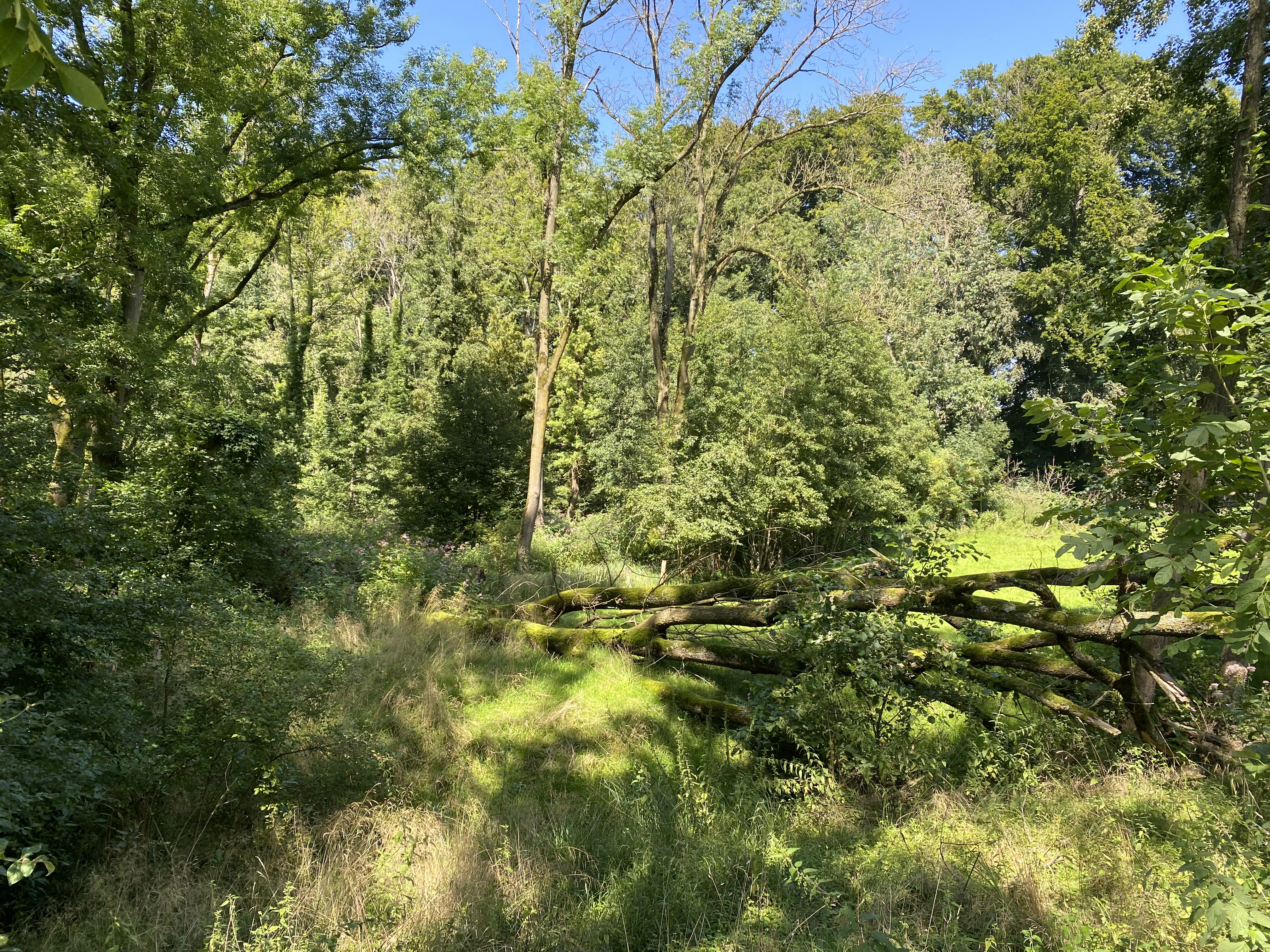
Totholz im Erlenauwald
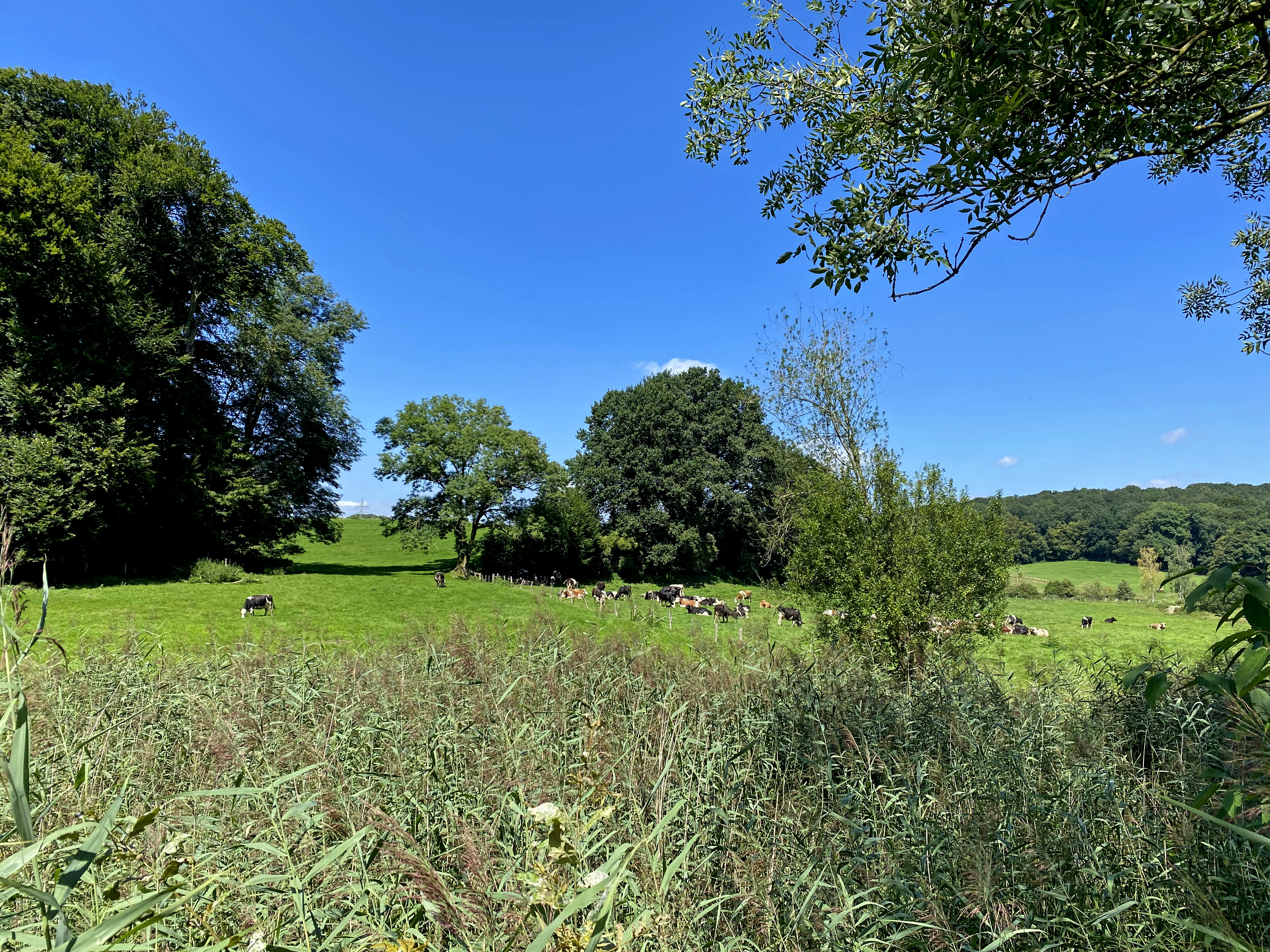
Breiter Schilfgürtel am Rotthäuser Bach – dahinter Weiden am westl. Hang
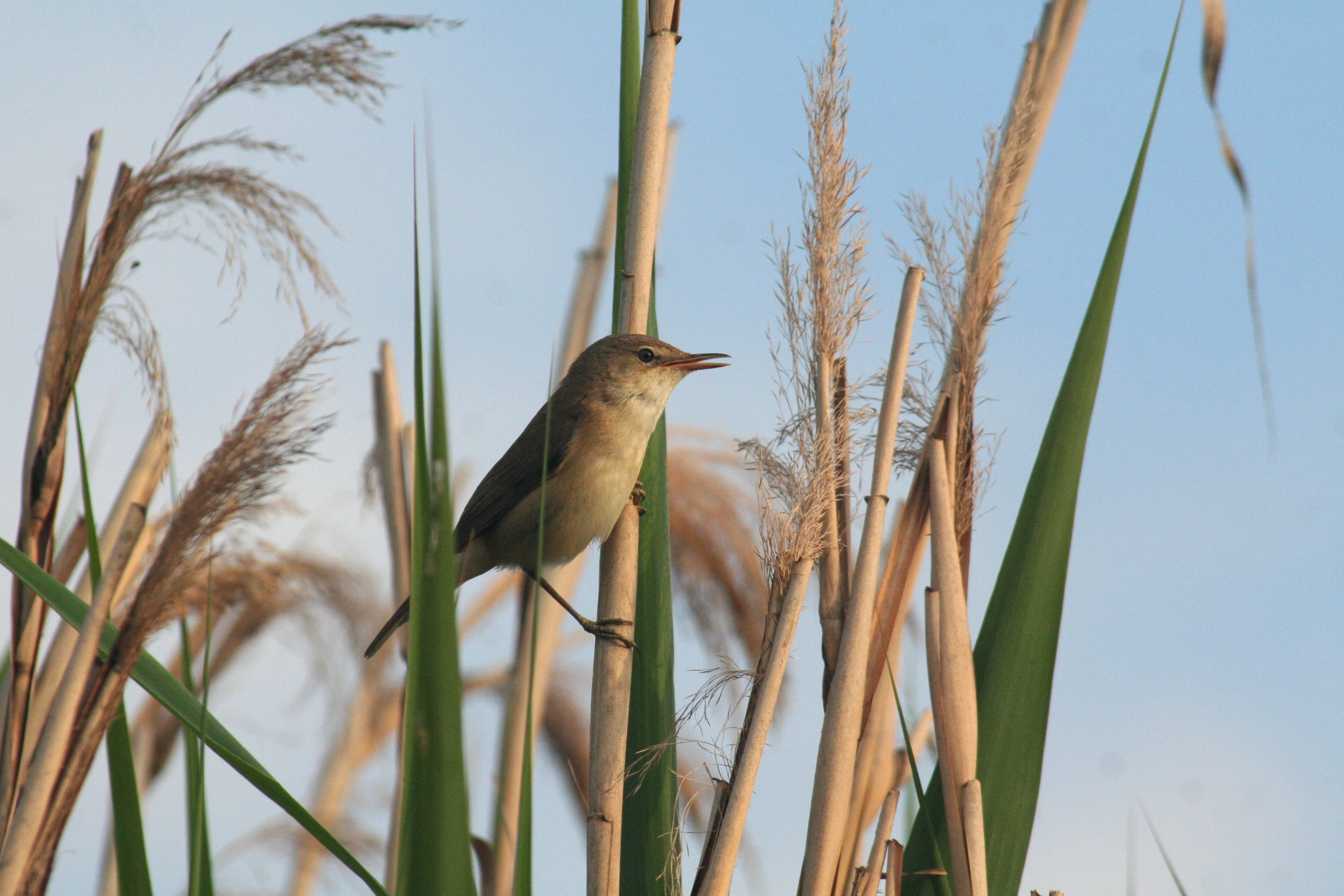
Teichrohrsänger – heimisch im NSG
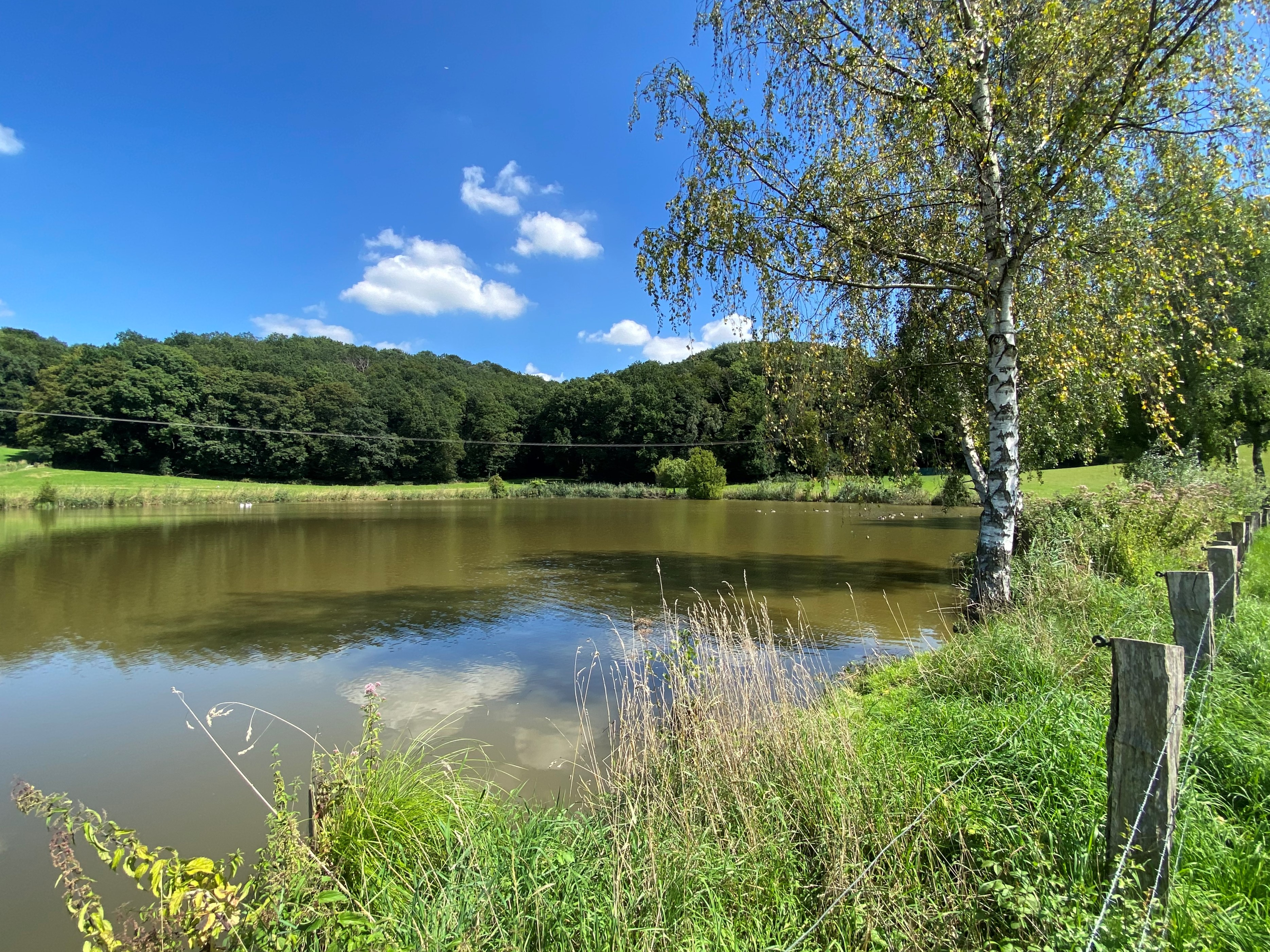
Naturnaher Teich in Papendell
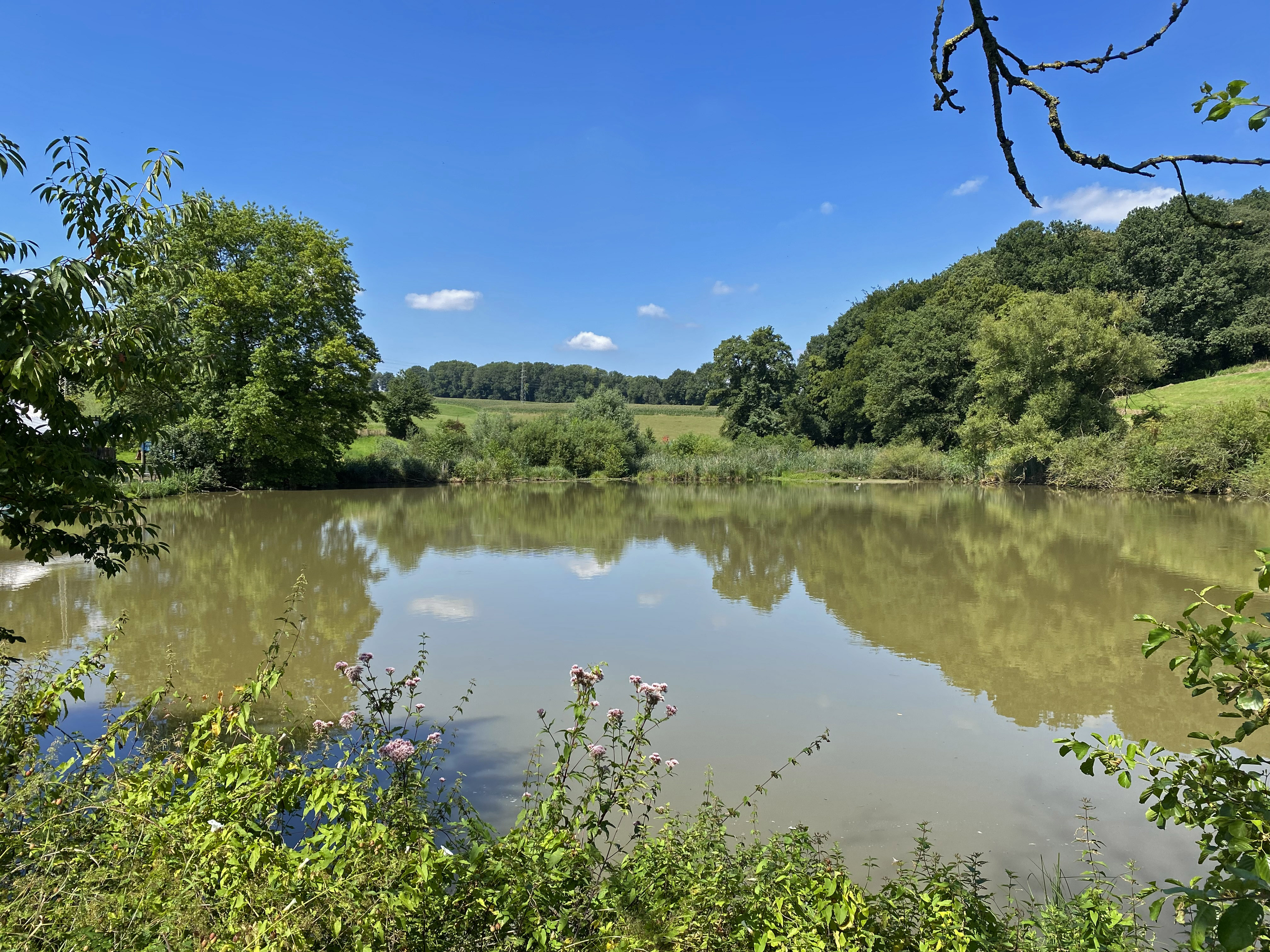
Oberer Teich in Papendell mit Blick an die nördl. Grenze des NSG
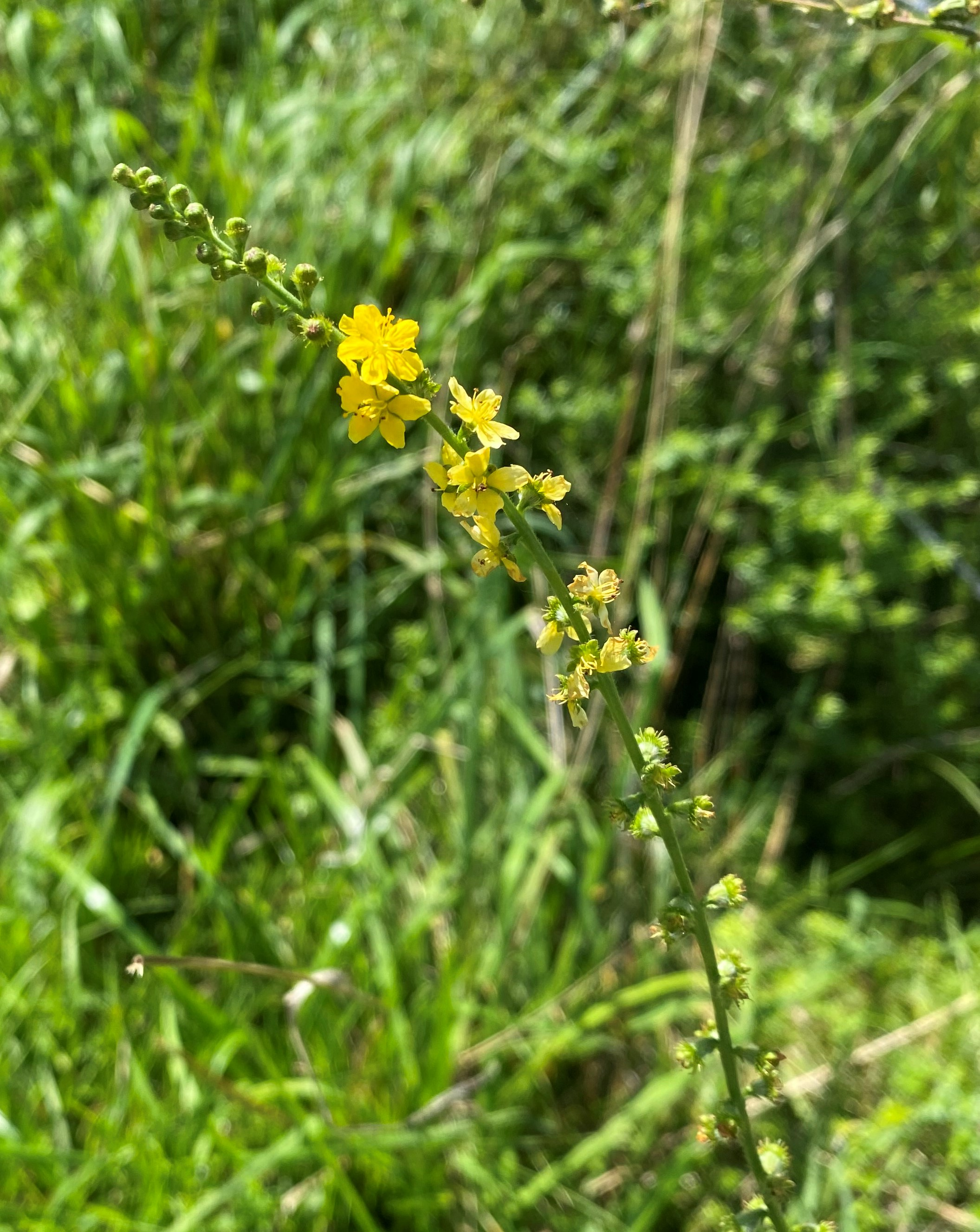
Kleiner Odermennig im NSG
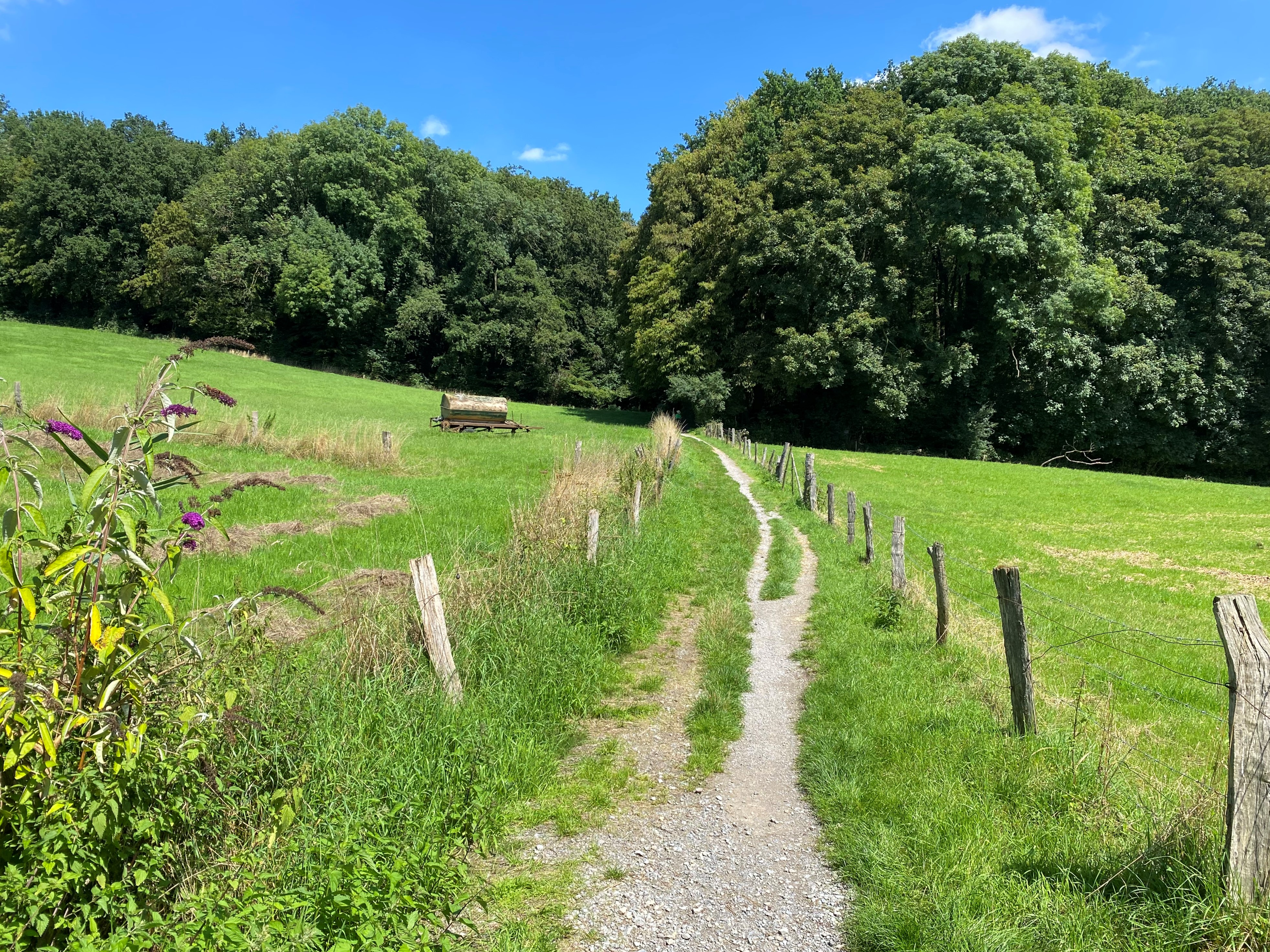
Wanderweg von Papendell Richtung östl. Buchenwald
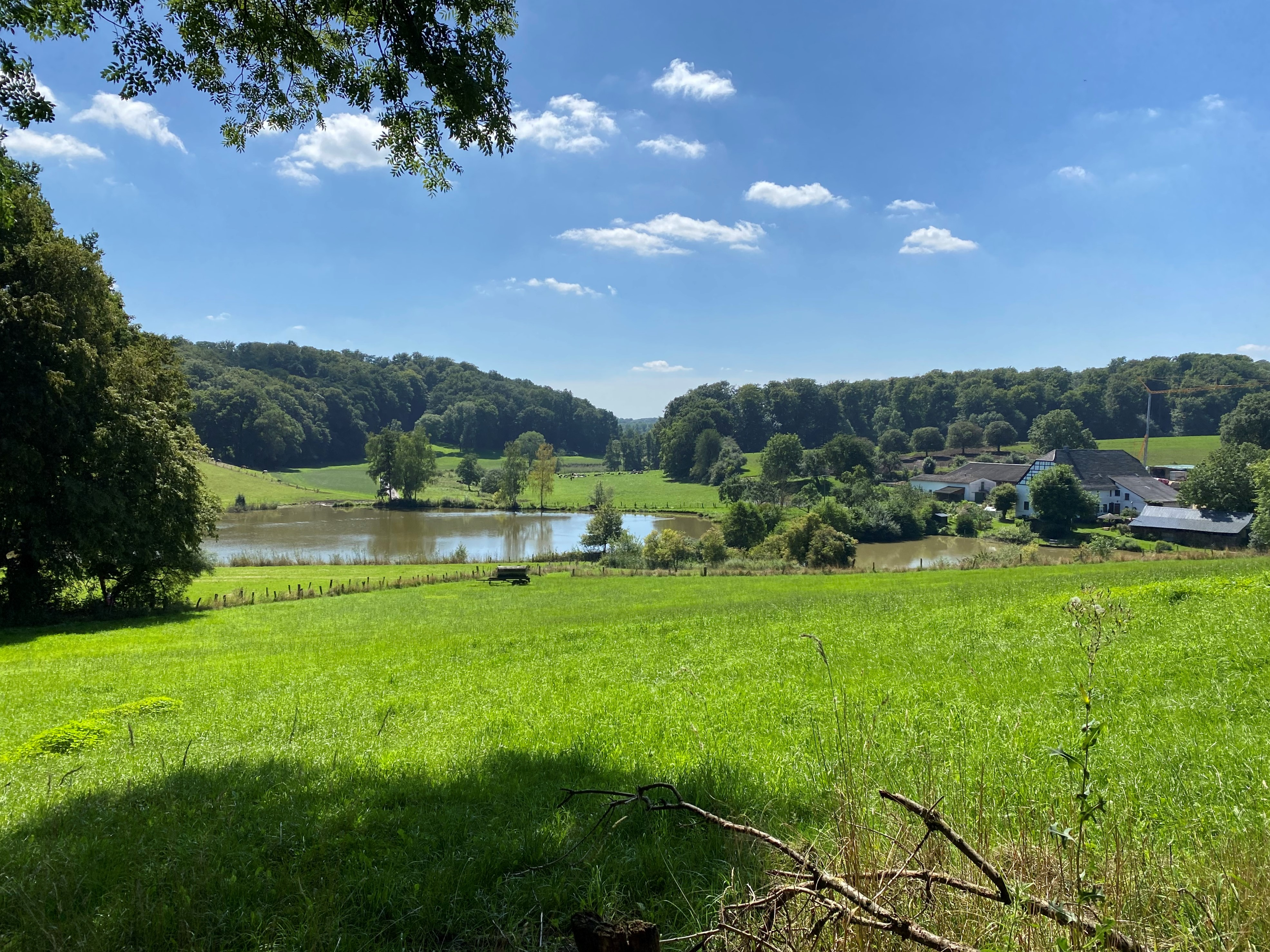
Papendell in den Landschaftskulisse